# Volleyball Team Tirol 2022-2023
Questa voce raccoglie le informazioni riguardanti il Volleyball Team Tirol nelle competizioni ufficiali della stagione 2022-2023.

## Organigramma societario
Area direttiva
- Presidente: Hannes Kronthaler

Area tecnica
- Allenatore: Štefan Chrtianský
- Allenatore in seconda: Daniel Končal
- Assistente allenatore: Daniel Găvan

Area sanitaria
- Fisioterapista: Štefan Chrtianský, Raffael Carchidi, Just Janto

## Rosa
| N° | Nome               | Ruolo | Data di nascita   | Nazionalità sportiva |
| -- | ------------------ | ----- | ----------------- | -------------------- |
| 2  | Felix Oberkofler   | C     | 28 settembre 1999 | Austria              |
| 3  | Luan Weber         | O     | 12 febbraio 1991  | Brasile              |
| 4  | Milan Jovanović    | P     | 8 agosto 1996     | Serbia               |
| 5  | Mohamed Abu Hobi   | S     | 25 gennaio 1993   | Siria                |
| 6  | Timothy McIntosh   | L     | 25 novembre 1997  | Stati Uniti          |
| 7  | Arthur Nath        | S     | 30 ottobre 1999   | Brasile              |
| 8  | Daniel Končal      | P     | 16 settembre 1982 | Slovacchia           |
| 9  | Nicolai Grabmüller | C     | 18 aprile 1996    | Austria              |
| 10 | Leander Örley      | S     | 13 marzo 1999     | Austria              |
| 11 | Mihkel Varblane    | C     | 12 dicembre 1999  | Estonia              |
| 12 | Niklas Jeschko     | C     | 10 settembre 2000 | Austria              |
| 13 | Finn Örley         | S     | 11 marzo 2004     | Austria              |
| 14 | Robert Gavan       | O     | 25 aprile 2003    | Austria              |
| 15 | Niklas Kronthaler  | S     | 14 maggio 1994    | Austria              |
| 16 | Pedro Frances      | C     | 30 giugno 1989    | Brasile              |
| -  | Felix Riccabona    | L     | 3 marzo 2006      | Austria              |

## Risultati

### Coppa d'Austria
| Ottavi di finale - 13 novembre 2022 Sporthalle Brigittenau, Vienna       | Vienna hotVolleys | 1 - 3 | Tirol                  | 25-22, 25-27, 15-25, 17-25        |
| Quarti di finale - 8 dicembre 2022 Universitäts-Sportinstitut, Innsbruck | Tirol             | 3 - 0 | Ried                   | 30-28, 25-19, 25-18               |
| Semifinali - 21 dicembre 2022 JUFA-Arena, Bleiburg                       | Aich/Dob          | 2 - 3 | Tirol                  | 25-22, 25-22, 24-26, 23-25, 12-15 |
| Finale - 6 febbraio 2023 Universitäts-Sportinstitut, Innsbruck           | Tirol             | 3 - 0 | Raiffeisen Waldviertel | 25-18, 25-17, 25-18               |